# J'irai comme un cheval fou
Pour plus de détails, voir Fiche technique et Distribution.
J'irai comme un cheval fou est un film français réalisé par Fernando Arrabal et sorti en 1973.

## Synopsis
Poursuivi par la police pour le meurtre de sa mère, Aden se réfugie dans le désert où il rencontre Marvel, un homme étrange, aux mœurs érémitiques, qui communique mystérieusement avec la Terre et ses créatures. Aden l’invite à découvrir « la civilisation ». La grande cité où ils arrivent vit de leurres, de futilités et de perversions, c’est un lieu sans âme où l’Homme est seul, le contraire du désert de Marvel…

## Fiche technique
- Titre : J'irai comme un cheval fou
- Titre original : J'irai comme un cheval fou
- Réalisation : Fernando Arrabal
- Scénario : Fernando Arrabal
- Assistants réalisateur : assisté de Michel Debats et Jean Pourtalé
- Musique : Johann Sebastian Bach, Hector Berlioz, Georg Friedrich Haendel
- Direction de la photographie : Georges Barsky, Alain Thiollet
- Son : Philippe Sénéchal
- Montage : Laurence Leininger
- Pays de production :  France
- Langues de tournage : allemand, danois, français
- Producteur : Bernard Legargeant
- Sociétés de production : Babylone Films (France), Société Générale de Production (France)
- Sociétés de distribution : Luso Films, Accatone
- Format : noir et blanc et couleur par Eastmancolor — 1.66:1 — Son monophonique — 35 mm
- Genre : drame symbolique
- Durée : 100 min
- Date de sortie : France : 22 novembre 1973

## Distribution
- Emmanuelle Riva : la mère
- George Shannon : Aden Rey
- Hachemi Marzouk : Marvel
- Marco Perrin : Oscar Tabak
- Marie-France : Bijou Love
- François Chatelet : le prédicateur
- Arlette Thomas